# کالج مهندسی ایالت پن
کالج مهندسی ایالت پن، دانشکده مهندسی دانشگاه ایالتی پنسیلوانیا است که دفتر مرکزی آن در محوطه دانشگاه پارک در دانشگاه پارک، پنسیلوانیا قرار دارد. در سال ۱۸۹۶، تحت رهبری جورج دبلیو آترتون تأسیس شد. امروزه، با ۱۳ بخش دانشگاهی و برنامه‌های تحصیلی، بیش از ۱۱۰۰۰ دانشجو در مقطع کارشناسی و کارشناسی ارشد (۸۱۶۶ در پردیس پارک دانشگاه و ۳۰۵۹ در سایر پردیس‌ها)، و هزینه‌های تحقیقاتی ۱۲۴ میلیون دلاری برای دانشگاه در سال۲۰۱۶–۲۰۱۷ ثبت نام کرده‌اند. کالج مهندسی ایالت پن در بین ۲۰ دانشکده مهندسی برتر در ایالات متحده قرار دارد. تخمین زده می‌شود که از هر پنجاه مهندس در ایالات متحده حداقل یک نفر مدرک لیسانس خود را از ایالت پن گرفته‌است.  جاستین شوارتز در حال حاضر منصب مهندس هارولد و اینگه مارکوس را بر عهده دارد.
جدیدترین رتبه‌بندی برای برنامه‌های مقطع کارشناسی مهندسی دانشگاه ایالت پن عبارتند از:
| تخصص                                  | رتبه‌بندی ۲۰۱۸    |
| ------------------------------------- | ---------------- |
| مهندسی هوافضا / هوانوردی / فضانوردی   | ۱۵               |
| مهندسی معماری                         | رتبه‌بندی نشده‌است |
| مهندسی زیست‌شناسی / کشاورزی            | ۹                |
| مهندسی پزشکی                          | رتبه‌بندی نشده‌است |
| مهندسی شیمی                           | ۱۷               |
| مهندسی عمران                          | ۱۴               |
| مهندسی رایانه                         | رتبه‌بندی نشده‌است |
| علوم کامپیوتر                         | رتبه‌بندی نشده‌است |
| مهندسی برق /الکترونیک/ارتباطات        | رتبه‌بندی نشده‌است |
| علم مهندسی                            | رتبه‌بندی نشده‌است |
| مهندسی محیط زیست / مهندسی بهداشت محیط | ۱۳               |
| مهندسی صنایع / ساخت و ساز             | ۷                |
| مهندسی مواد                           | ۱۰               |
| مهندسی مکانیک                         | ۱۴               |
| مهندسی هسته ای                        | رتبه‌بندی نشده‌است |

جدیدترین رتبه‌بندی برای برنامه‌های مهندسی فارغ‌التحصیل ایالت پن عبارتند از:
| تخصص                                | رتبه‌بندی ۲۰۱۹    | مدارک ارائه شده               |
| ----------------------------------- | ---------------- | ----------------------------- |
| آکوستیک                             | 1                | M.Eng. , MS, Ph.D.            |
| مهندسی هوافضا / هوانوردی / فضانوردی | ۱۵               | M.Eng. MS, Ph.D.              |
| مهندسی معماری                       | رتبه‌بندی نشده‌است | M.Eng. , MS, Ph.D.            |
| مهندسی زیست‌شناسی/کشاورزی            | ۸                | MS, Ph.D.                     |
| مهندسی زیست پزشکی/مهندسی زیستی      | ۳۱               | MS, Ph.D. , MD / Ph.D.        |
| مهندسی شیمی                         | ۲۴               | MS, Ph.D.                     |
| مهندسی عمران                        | ۱۷               | M.Eng. , MS, Ph.D.            |
| مهندسی رایانه                       | ۲۶               | M.Eng. , MS, Ph.D.            |
| مهندسی برق/الکترونیک/ارتباطات       | ۳۰               | M.Eng. , MS, Ph.D.            |
| مهندسی بهداشت محیط / محیط زیست      | ۱۷               | M.Eng. , MS, Ph.D.            |
| مهندسی صنایع/تولید/سیستم            | ۷                | M.Eng. , MS, Ph.D.            |
| مهندسی مواد                         | ۱۲               | M.Eng. , MS, Ph.D. , MD/Ph.D. |
| مهندسی مکانیک                       | ۱۶               | M.Eng. , MS, Ph.D.            |
| مهندسی هسته ای                      | ۹                | M.Eng. , MS, Ph.D.            |

کالج مهندسی نیز در سطح برنامه‌ها رتبه بالایی دارد:
| منبع                                | جهان | ایالات متحده | مردم ایالات متحده |
| ----------------------------------- | ---- | ------------ | ----------------- |
| US News & World Report: کارشناسی    |      | ۲۰           | ۱۹                |
| US News & World Report: فارغ‌التحصیل |      | ۳۳           | ۲۰                |
| Times Higher Ed                     | ۵۴   | ۲۲           | ۱۲                |
| شانگهای                             | ۵۸   | ۲۳           | ۱۵                |
| QS                                  | ۱۱۱  | ۲۲           | ۱۱                |
| میانگین                             | ۷۴   | ۲۲           | ۱۳                |

## اولین‌ها
- برنامه مهندسی معماری در ایالت پن که برای اولین بار در سال ۱۹۳۶ تأیید شد، قدیمی‌ترین برنامه درسی معتبر کشور در این زمینه است.
- در سال ۱۹۲۳، پروفسور پل شوایتزر یکی از اولین برنامه‌های تحقیقاتی سیستماتیک در مهندسی دیزل را در ایالات متحده آغاز کرد.
- در سال ۱۹۰۹، اولین بخش دانشگاهی مهندسی صنایع و برنامه لیسانس در کشور در ایالت پن تأسیس شد.
- در سال ۱۹۶۰، ایالت پن اولین برنامه درسی ملی را در زمینه فناوری حالت جامد ایجاد کرد و در سال ۱۹۶۲ آزمایشگاه تحقیقات مواد میان رشته‌ای را ایجاد کرد.
- در سال ۱۹۶۵، بارنز دبلیو مک کورمیک، مهندس هوافضای ایالت پن، تیم تحقیقاتی را رهبری کرد که اولین اندازه‌گیری تلاطم بیدار را در پشت یک هواپیمای تمام مقیاس انجام داد.[۱۲]